# Constanze Geiertová
Constanze Geiertová, nepřechýleně Constanze Geiert (* 24. června 1976 Drážďany) je saská politička za CDU. Od roku 2024 zastává funkci saské státní ministryně spravedlnosti.

## Život
Constanze Geiertová vystudovala v letech 1995 až 2000 na Technické univerzitě v Drážďanech obor právo se zaměřením na veřejné právo a studium ukončila první státní zkouškou z práv. V následujících dvou letech působila jako advokátní koncipientka. V letech 2003 až 2004 absolvovala další magisterské studium na Technické univerzitě v Drážďanech a zakončila jej zkouškou Master of Laws (LL.M.).
V letech 2000 až 2001 pracovala v drážďanské advokátní kanceláři Kopp-Metzler & Krause, kde se zaměřila na stavební právo. V letech 2000 až 2003 rovněž pracovala jako odborná asistentka na Technické univerzitě v Drážďanech na katedře veřejného práva. Roku 2003 nastoupila do advokátní kanceláře Brüggen Rechtsanwaltsgesellschaft bývalého saského státního ministra CDU Georga Brüggena, kde do roku 2020 působila jako právnička. Zde se zaměřila na evropské právo státní podpory a zvláštní správní právo se zaměřením na právo péče o děti, obecní, daňové, stavební a dotační právo. Současně byla v letech 2012 až 2019 výkonnou ředitelkou drážďanského nakladatelství Dresdner Sachbuchverlags Medien & Recht GmbH a v letech 2016 až 2019 lektorkou na Vysoké škole pro veřejnou správu Míšeň.
V říjnu 2019 byla Constanze Geiertová jmenována profesorkou zvláštního správního práva na Vysoké škole pro veřejnou správu Míšeň. Vyučuje zde obecní právo, stavební řád a územní právo, právo veřejných zakázek a také obecné a zvláštní správní právo. V této souvislosti ukončila svou advokátní praxi. V červnu 2020 ji Saský zemský sněm zvolil zastupující soudkyní Ústavního soudu Svobodného státu Sasko. Dne 19. prosince 2024 byla Geiertová jmenována státní ministryní spravedlnosti ve třetí vládě Michaela Kretschmera.
Constanze Geiertová se hlásí ke katolickému vyznání, je vdaná a je matkou dvou dětí.